# Desmognathus brimleyorum
Espèce
Statut de conservation UICN

 LC  : Préoccupation mineure
Desmognathus brimleyorum est une espèce d'urodèles de la famille des Plethodontidae.

## Répartition
Cette espèce est endémique des États-Unis. Elle se rencontre dans les montagnes Ouachita dans l'ouest de l'Arkansas et dans l'est de l'Oklahoma.

## Étymologie
Cette espèce est nommée en l'honneur de Clement Samuel Brimley et de Herbert Hutchinson Brimley qui ont fourni le premier spécimen.

## Publication originale
- Stejneger, 1895 : Description of a new salamander from Arkansas with notes on Ambystoma annulatum. Proceedings of the United States National Museum, vol. 17, p. 597-599 (texte intégral).